# 張錦生
張錦生，中國共產黨員，浙江省奉化縣人，1951年擔任交通員傳遞情報，於基隆港入境時被捕，1951年7月13日槍決於水源路刑場。

## 生平
張錦生，中國共產黨員，浙江省奉化縣人，張錦生來台從事交通員與姚家本接洽，姚家本上海海關稽查員，姚家本於在1937年即加入共產黨，1947年與姚家本調至台灣省台北關擔任稽查員，1948年姚家本受命中國共產黨台灣華東局與蔡孝乾及陳澤民取得聯繫，由省工委書記蔡孝乾領導，負責提供海關航運、倉儲資訊。張錦生來台負責聯絡工作，1950年底張錦生赴上海報告工作狀況，1951年華東局幹部王健指示張錦生返台工作，因1950年底蔡孝乾遭到逮捕供述組織成員後逃獄，姚家本亦於1951年初遭到逮捕，當局獲悉張錦生交通員身分後，以信件誘使張錦生返台。
同案林鍾鶴為姚家本台北關同事，亦直屬蔡孝乾，蔡孝乾赴阿里山躲藏時曾到林鍾鶴住處，由於蔡孝乾落網後逃脫，請他提醒姚家本小心注意，未料蔡孝乾已遭到當局跟蹤，並循線將相關人抓捕。
張錦生於基隆碼頭上岸後，旋即被捕，移送保安司令部審訊，與姚家本同判死刑。1951年7月13日槍決於水源路刑場。
張錦生在軍法處時與呂沙棠同監，當張錦生得知死刑判決後，將遺書寫好交予呂沙棠，囑咐其將遺書交給他的妻子，讓他妻子勿為他守寡，儘快改嫁，並為未出世的小兒子取名自立。

## 紀念
2013年10月 北京西山國家森林公園的無名英雄廣場上立有無名英雄紀念碑，為紀念來台灣在1950年代被處決「隱避戰線烈士」而設立。張錦生烈士銘刻於紀念碑上。